# Heinrich von Testa
Freiherr Heinrich Hubert von Testa, auch genannt „der Ältere“ (* 14. Oktober 1807 in Pera bei Konstantinopel; † 1. Oktober 1876 in Baden-Baden) war ein österreichischer Dolmetscher und Diplomat, tätig in Konstantinopel, Hamburg und Athen.

## Leben

### Herkunft und Familie

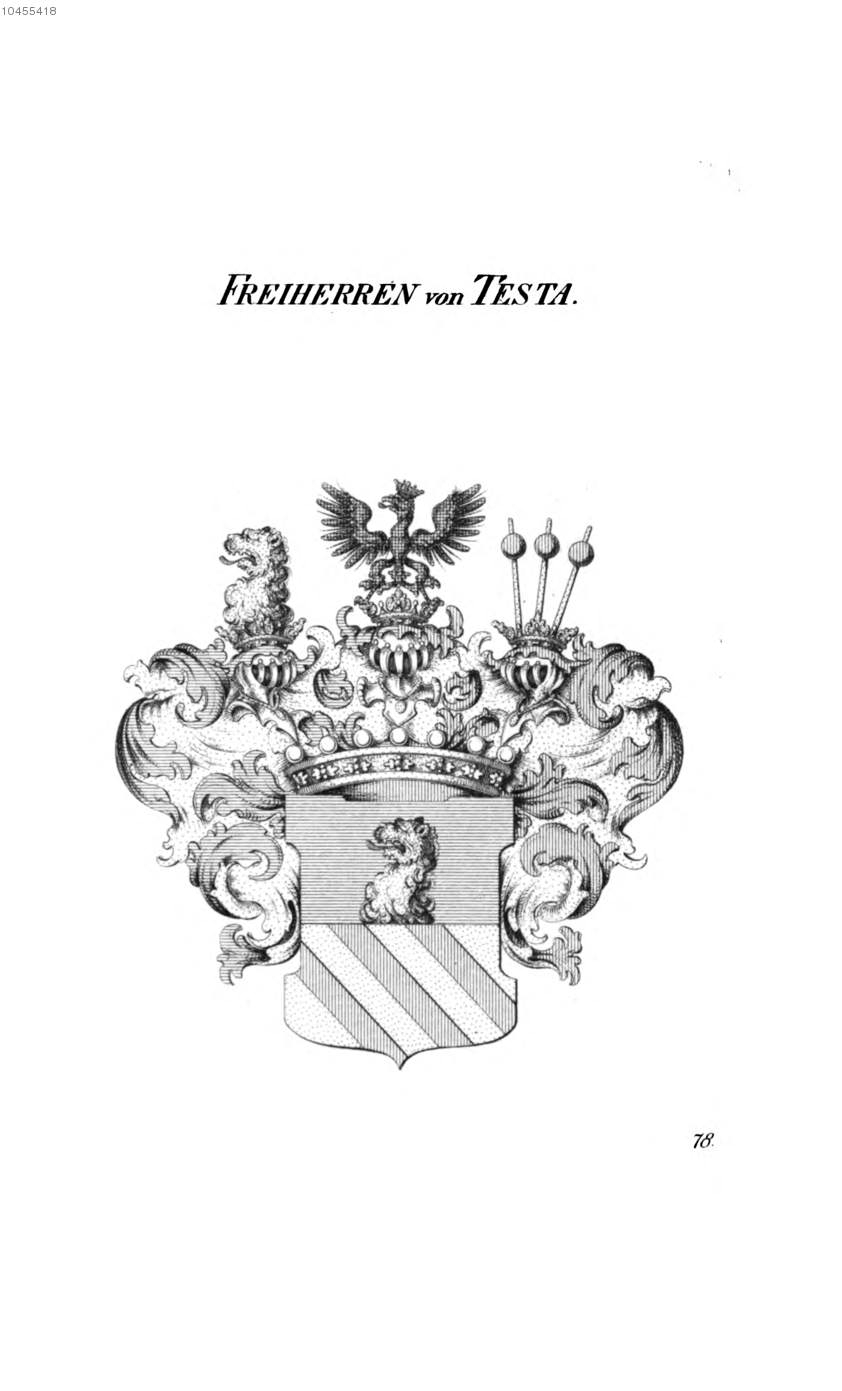
Familienwappen, aus: Tyroff: Wappenbuch der österr. Monarchie, 1831–1868

Heinrich von Testa (in türkischen und griechischen Quellen auch Henri) gehörte der aus Konstantinopel stammenden österreich-osmanischen Diplomatenfamilie Testa an. Sein Vater war Johann Anton von Testa (1768–1839), Kanzleichef an der großherzoglich toskanischen Gesandtschaft in Konstantinopel, sein Großvater war der österreichische Hofrat und Internuntius Bartholomäus von Testa (1723–1809). Sein älterer Bruder Bartholomäus III. von Testa (1804–1859) war ebenfalls Diplomat in österreichischen Diensten. Am 17. August 1842 heiratete er Maria geborene von Minciaky.

### Werdegang
Testa besuchte von 1817 bis 1820 das Theresianum in Wien, war ab 1828 als Dolmetscher und Dragoman an der k.k. österreichischen Botschaft in Konstantinopel tätig, und wirkte von 1851 bis Oktober 1855 als Generalkonsul in Iași, in dem zu dieser Zeit nominell noch zum Osmanischen Reich gehörenden Fürstentum Moldau. Im Sommer 1856 wurde er zum Gesandten und bevollmächtigten Minister bei den drei freien Hansestädten in Hamburg ernannt, wo er im Verlauf des darauffolgenden Jahres eine Schlüsselrolle bei der vor Ort zu bewältigenden Wirtschaftskrise von 1857 innehatte. Diese Krise brach in New York im August 1857 aus, und erfasste die Hansestadt im November 1857. Als wichtiger Kapitalmarkt und ein Knotenpunkt des internationalen Warenhandels, waren eine Reihe großer Hamburger Geld- und Handelshäuser (u. a. Merck, Gossler und Donner) substantiell von der Krise betroffen. Da die Krise privatwirtschaftlich nicht zu lösen war, Hamburg aber als Stadtstaat die benötigten Devisen nicht allein stemmen konnte, sah sich der Senat gezwungen, staatliche Kredite im Ausland zu suchen. Erste Gesuche scheiterten in Berlin an der Gleichgültigkeit der preußischen Regierung gegenüber der Hamburger Situation, in Kopenhagen an einem Verweis auf die hamburgischen Verpflichtungen am Sundzoll und in London an einer unmöglich ins Ausland zu entrichtenden Staatsanleihe.
Anfang Dezember wandte sich der Hamburger Senat schließlich über Freiherr von Testa an die österreichische Regierung, die bereits gut über die Hamburger Finanzsituation informiert war, in der Nationalbank 98 Millionen Gulden in Silber ruhen hatte und „gewiss gern Geld hergeben“ würde. Am 8. Dezember wies der Hamburger Syndikus Carl Hermann Merck seinem Gesandten in Wien, Johann Gustav Heckscher, an, direkt beim Kaiser anzufragen, ob die Nationalbank bis Ende des Monats „dem hamburgischen Staate [...] bis zu 10 Millionen in barem Silber oder wieviel weniger anzuleiben geneigt“ wäre; die Zustände überstiegen mittlerweile „jeder Beschreibung“, da fast jedes Haus von der Finanznot bedroht erschien. Österreich bewilligte 10 Millionen Mark, oder 90 Tonnen Silber bestehend aus 2.825 Barren, die am 15. Dezember Hamburg erreichten. Zum Jahreswechsel '57/58 hatte sich die finanzielle Lage so sehr verbessert, dass bereits die Hälfte der Anleihe zurückgezahlt werden konnten. Merck teilte Testa am 26. Januar „im Tone eines freudigen Selbstbewusstseins“ mit:

„[...] der Senat sei sehr froh, durch die schnelle Rückzahlung der Welt zu beweisen, dass der hamburgischen Krisis kein eigentlicher Geldmangel, sondern nur eine ‚momentane Stockung‘ zugrunde gelegen habe.“

Im November 1860 wurde Testa als Gesandter und bevollmächtigter Minister an den königlich-griechischen Hof in Athen versetzt. Noch Graf von Blome, Testas Nachfolger in Hamburg, wurde von mehreren Seiten der Dank der Hansestadt zum Ausdruck gebracht. 1868 ging Testa in Rente und verstarb 1876 in Baden-Baden.